# Caecum
Caecum, cecum (l. mn. caeca) – wieloznaczny termin biologiczny wywodzący się od łacińskiego caecus czyli "ślepy". Odnosi się głównie do odchodzących od przewodu pokarmowego uchyłków i kieszeni otwartych tylko na jednym końcu. W szczególności oznacza:
- jelito ślepe u kręgowców[2]
- ślepą kieszonkę odchodzącą od przedkloakalnej części jelita niektórych jeżowców[1].
- parę ślepo zakończonych gałęzi przełyku płazińców[3].
- pojedyncze ślepo zakończone cekum przywr[3].
- drugą część trójdzielnego żołądka mszywiołów[3].
- kieszeń w żołądku niektórych mięczaków[3].
- palcowate uchyłki płaszcza u ramienionogów[1][3].